# Stylogyne atra
Stylogyne atra är en viveväxtart som beskrevs av Carl Christian Mez. Stylogyne atra ingår i släktet Stylogyne och familjen viveväxter. Inga underarter finns listade i Catalogue of Life.